# Hans Rantzau (1623-1673)
 Der er flere personer med dette navn, se Johan Rantzau (flertydig).
Hans Rantzau (1. juni 1623 på Putlos – 14. oktober 1673) var en holstensk godsejer og amtmand, far til Frederik Rantzau, Christoph og Otto Rantzau.
Han var søn af Joachim Rantzau til Putlos, Schwelbeck og Weissenhaus (1576-1652) og Hedevig Pogwisch (1695-1669). Rantzau blev 1643 kejserlig kaptajn i den nederlandske krig, 1657 oberst for et rytterregiment, 1635 dansk hofjunker og 1666 gottorpsk landråd og amtmand i Cismar Amt.
29. april 1646 ægtede han Dorothea Øllegaard Blome (ca. 1625-1695), datter af amtmand Otto Blome (1589-1645) og Dorothea Sested (1606-1640).